# Liste de points extrêmes de l'île Jan Mayen

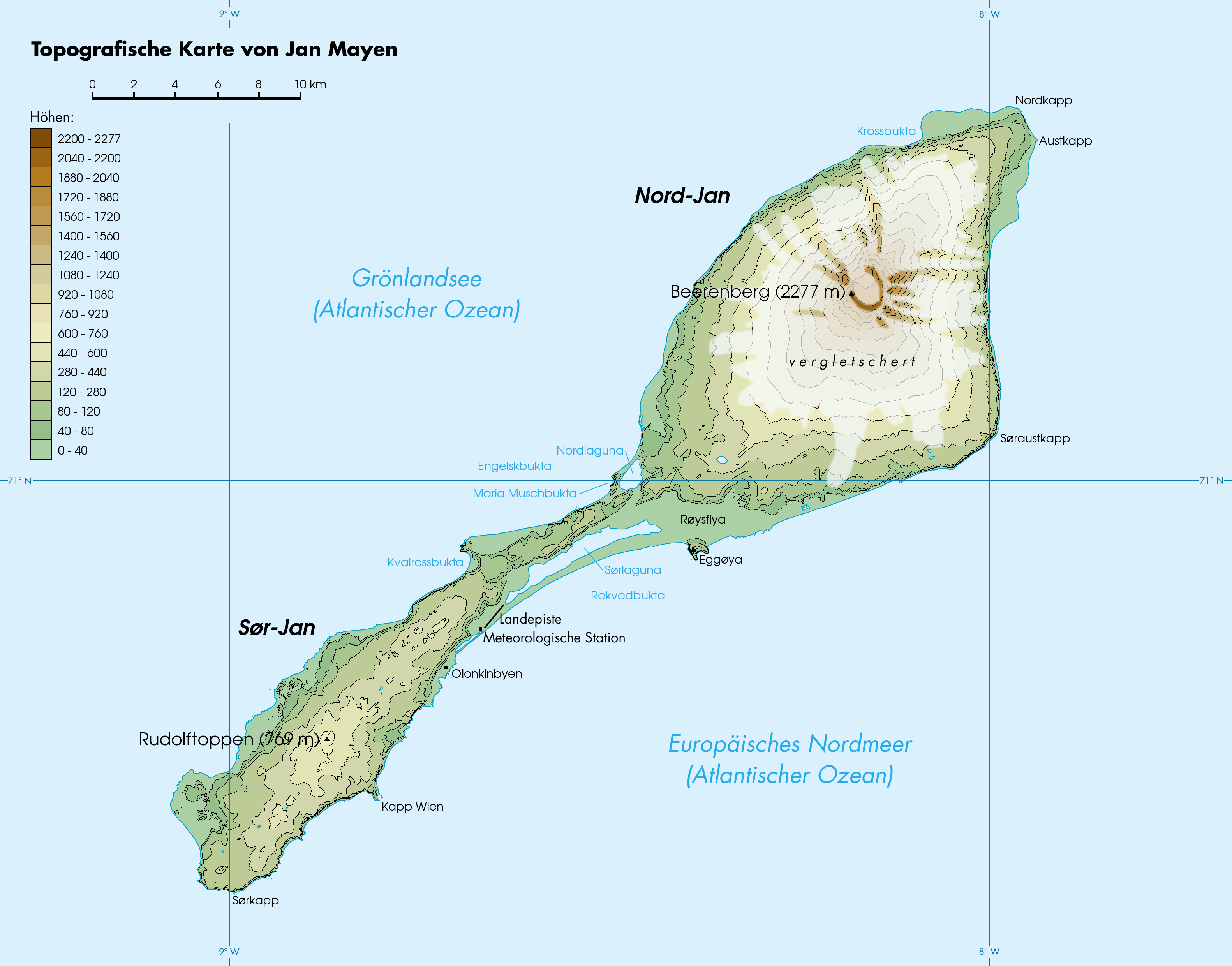
Carte de Jan Mayen

Voici une liste de points extrêmes de Jan Mayen.

## Latitude et longitude
- Nord : Nordkapp (71° 09′ 38″ N, 7° 57′ 21″ O)
- Sud : Sørkapp (70° 49′ 35″ N, 8° 59′ 37″ O)
- Ouest : Høybergodden (70° 51′ 49″ N, 9° 04′ 37″ O)
- Est : Austkapp (71° 08′ 46″ N, 7° 55′ 45″ O)

## Altitude
- Maximale : Beerenberg 2277 m (71° 04′ 48″ N, 8° 10′ 12″ O)
- Minimale : Mer du Groenland / Mer de Norvège, 0 m